# Włoskowiec różycy
Włoskowiec różycy (łac. Erysipelothrix rhusiopathiae) – Gram-dodatnia pałeczka należąca do rodzaju Erysipelothrix obok Erysipelothrix tonsillarum. Po raz pierwszy została wyizolowana przez Roberta Kocha w 1876 roku. Pierwotnie wywołuje różycę u zwierząt. Najczęściej zarażone są świnie, ale znane są przypadki różycy u ptaków, owiec, ryb i gadów.
U ludzi rzadko wywołuje łagodne zakażenia skóry (erysipeloid), głównie poprzez urazy i otarcia skóry rąk u pracowników rzeźni. W bardzo rzadkich przypadkach może rozwinąć się bakteriemia (posocznica) lub zapalenie wsierdzia (endocarditis), bądź też może atakować stawy (arthritis).

Przeczytaj ostrzeżenie dotyczące informacji medycznych i pokrewnych zamieszczonych w Wikipedii.